# Rebreuve-Ranchicourt
 Rebreuve-Ranchicourt  es una población y comuna francesa, situada en la región de Norte-Paso de Calais, departamento de Paso de Calais, en el distrito de Béthune y cantón de Houdain.

## Demografía
| 822 | 933 | 951 | 892 | 1024 | 1061 |
| Para los censos de 1962 a 1999 la población legal corresponde a la población sin duplicidades (Fuente: INSEE [Consultar]) |     |     |     |      |      |